# Allegany (village, New York)
Pour les articles homonymes, voir Allegany.
Ne doit pas être confondu avec Allegany (ville, New York).
Allegany est un village situé dans le comté de Cattaraugus, dans l'État de New York, aux États-Unis,. En 2020, il comptait une population de 1 596 habitants, estimée au 1er juillet 2019 à 1 582 habitants.

## Démographie
Lors du recensement de 2020, le village comptait une population de 1 596 habitants. Elle est estimée, en 2021, à 1 582 habitants.